# Saint-Laurent-en-Grandvaux
Saint-Laurent-en-Grandvaux – miejscowość i gmina we Francji, w regionie Burgundia-Franche-Comté, w departamencie Jura.
Według danych na rok 1990 gminę zamieszkiwało 1781 osób, a gęstość zaludnienia wynosiła 101 osób/km² (wśród 1786 gmin Franche-Comté Saint-Laurent-en-Grandvaux plasuje się na 89. miejscu pod względem liczby ludności, natomiast pod względem powierzchni na miejscu 142.).